# Étienne II Bocskai
Pour les articles homonymes, voir Étienne II.
Étienne Bocskai de Kismarja (en hongrois : kismarjai Bocskai István), né le 1er janvier 1557 à Kolozsvár et mort le 29 décembre 1606 à Kassa, est un noble hongrois, meneur de l’insurrection anti-Habsbourg de 1604 à 1606, et prince de Transylvanie de 1605 à sa mort.

## Biographie
Membre de la famille Bocskai, Étienne II Bocskai naît à Kolozsvár, en Transylvanie, en 1557 de Georges Bocskai, partisan de Ferdinand Ier, et de  Krisztina Sulyok de Lekcse. Il est le frère d'Élisabeth Bocskai, mère du prince Sigismond Ier Báthory dont il devient le conseiller. Ce dernier — n'ayant pas suivi les indications de Bocskai quant à une alliance avec le Saint-Empire romain germanique plutôt qu'avec l’Empire ottoman — va jusqu'à le trahir en le dépossédant, plus tard, de ses États. À la suite de cet épisode, en 1599, Bocskai recherche la protection de la cour impériale et de Rodolphe II, mais change très vite d'avis constatant les outrages faits aux libertés religieuses des Protestants et les sévices infligés aux Transylvains de 1602 à 1604 par les généraux impériaux Giorgio Basta et Giovan Giacomo Barbiano di Belgioioso (en).

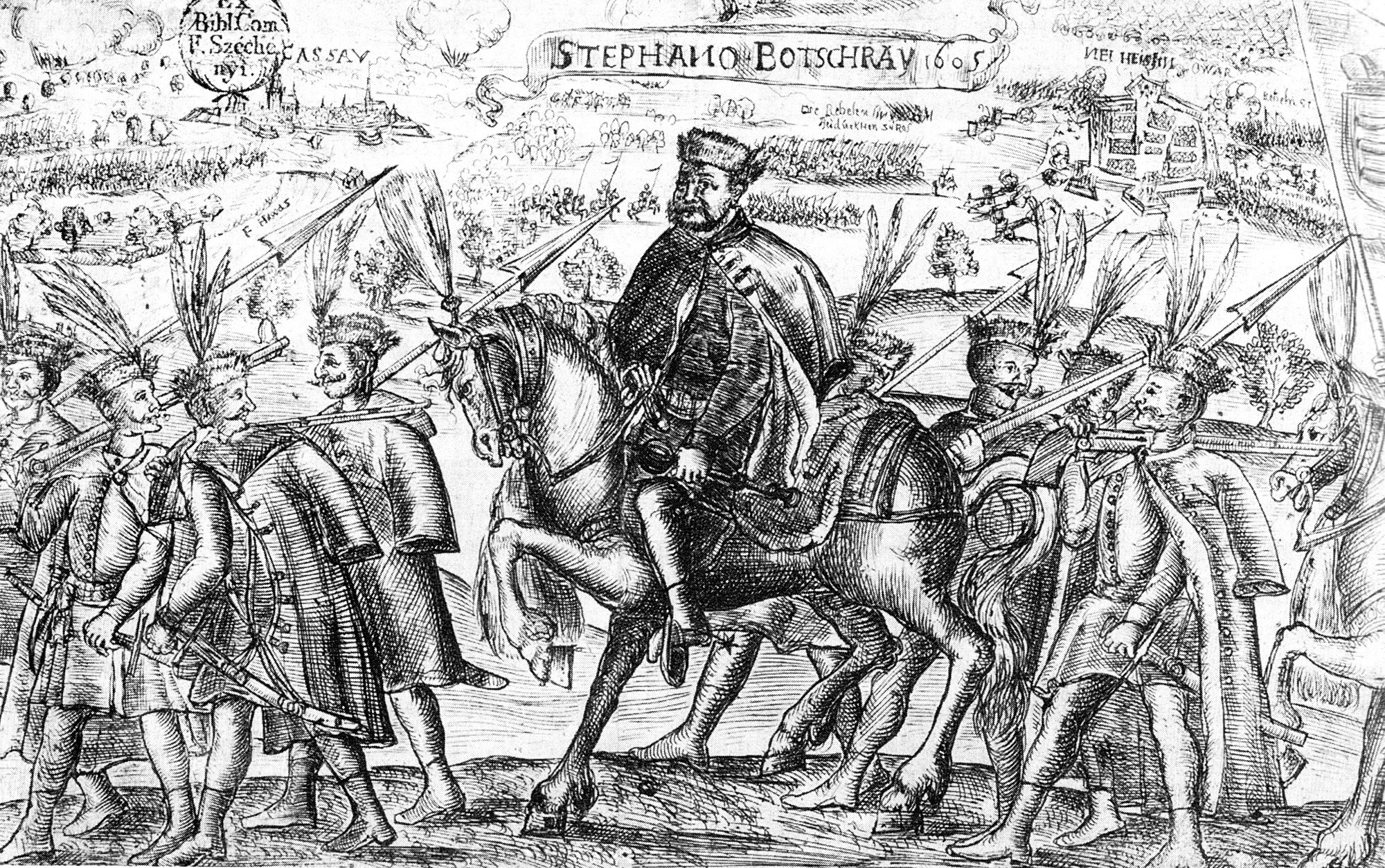
Étienne II Bocskai et les Haïdouk

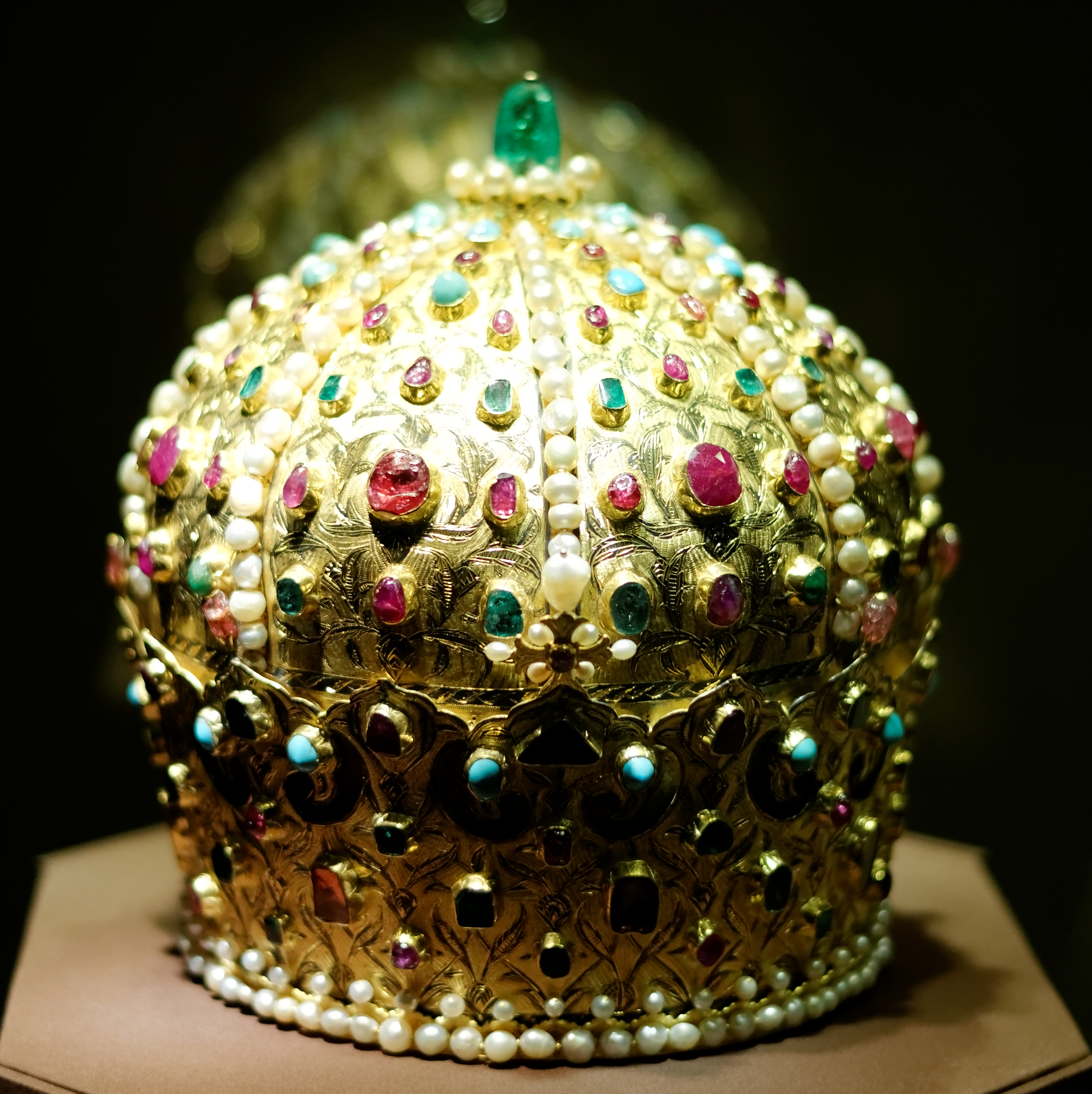
La couronne d'Étienne II Bocskai qui lui a été offerte par le sultan ottoman Ahmet Ier le 11 novembre 1605

Voulant protéger l'indépendance de la Transylvanie, il est alors aidé par les Haïdouk (brigands nomades) et soutenu par les Ottomans — eux-mêmes opposés au Saint Empire. Le 20 avril 1605, en remerciement de sa participation au bannissement du général Basta, la Diète hongroise, réunie à Medgyes le désigne prince de Transylvanie. Pour le féliciter, le sultan ottoman Ahmet Ier se présente devant lui avec, comme présent, une superbe couronne originaire de Perse et ornée de pierres précieuses. Bocskai refuse avec adresse, préservant ainsi l'alliance avec les Turcs.
Pour sauver ses possessions en Hongrie, la famille royale des Habsbourg relance les pourparlers. Succédant à son frère Rodolphe II, Matthias Ier, après négociations avec Bocskai, conclut la paix de Vienne le 23 juin 1606, qui garantit des droits et privilèges constitutionnels et religieux aux Hongrois de Transylvanie et de la Hongrie royale (sur le territoire de l’actuelle Slovaquie).
Par ailleurs, le titre de prince de Transylvanie fut reconnu par la cour d'Autriche, ainsi que le droit des Transylvains d'élire, par la suite, leurs propres princes indépendants.
Ce pacte eut encore comme effet pour Bocskai la restitution des propriétés dont il avait été dépossédé. L'Autriche exigea toutefois qu'elles leur soient rendues si Bocskai décédait sans descendance.
Quelques mois avant sa mort, le prince Bocskai signa encore une belle victoire politique en concluant la paix de Zitava avec les Ottomans, qui reconnurent, à leur tour, la paix de Vienne.
Le 29 décembre 1606, à Kassa, Bocskai trouve la mort après que, dit-on, son chancelier Mihály Káthay l’ait empoisonné. Ce dernier sera écartelé sur la place du marché par les partisans de Bocskai.
Aujourd'hui, pour rendre hommage à son implication dans la défense des libertés des Protestants hongrois, une statue d’Étienne Bocskai est érigée, depuis 1909, sur le Monument international de la Réformation à Genève aux côtés d'Oliver Cromwell.

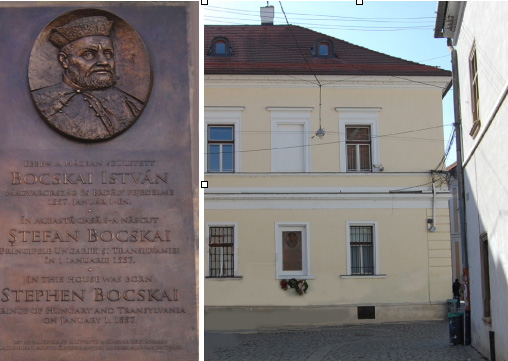
Plaque commémorative sur la maison natale de Bocskai à Cluj-Napoca (Kolozsvár )
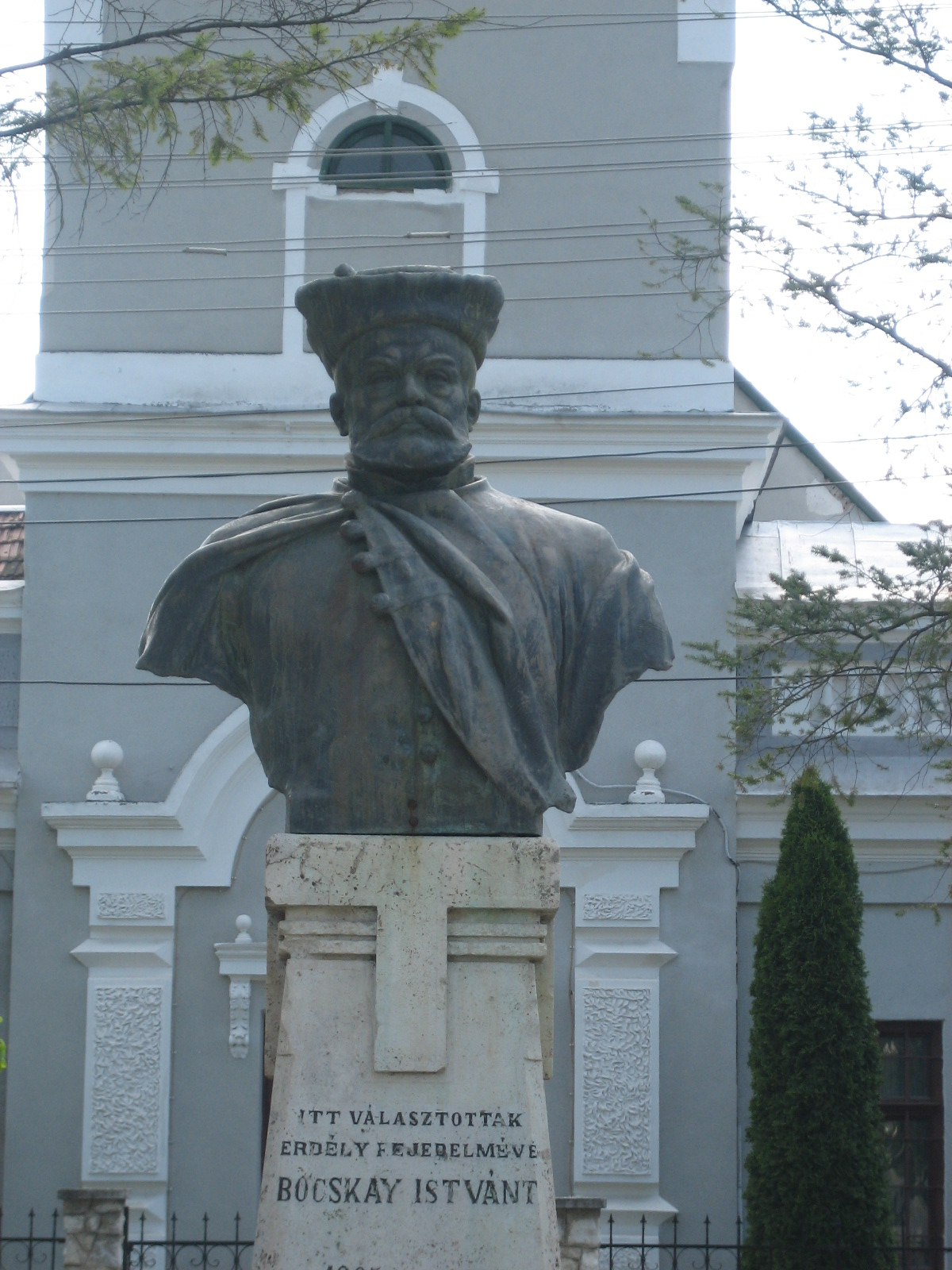
Buste de Bocskai à Miercurea Nirajului (Nyárádszereda)
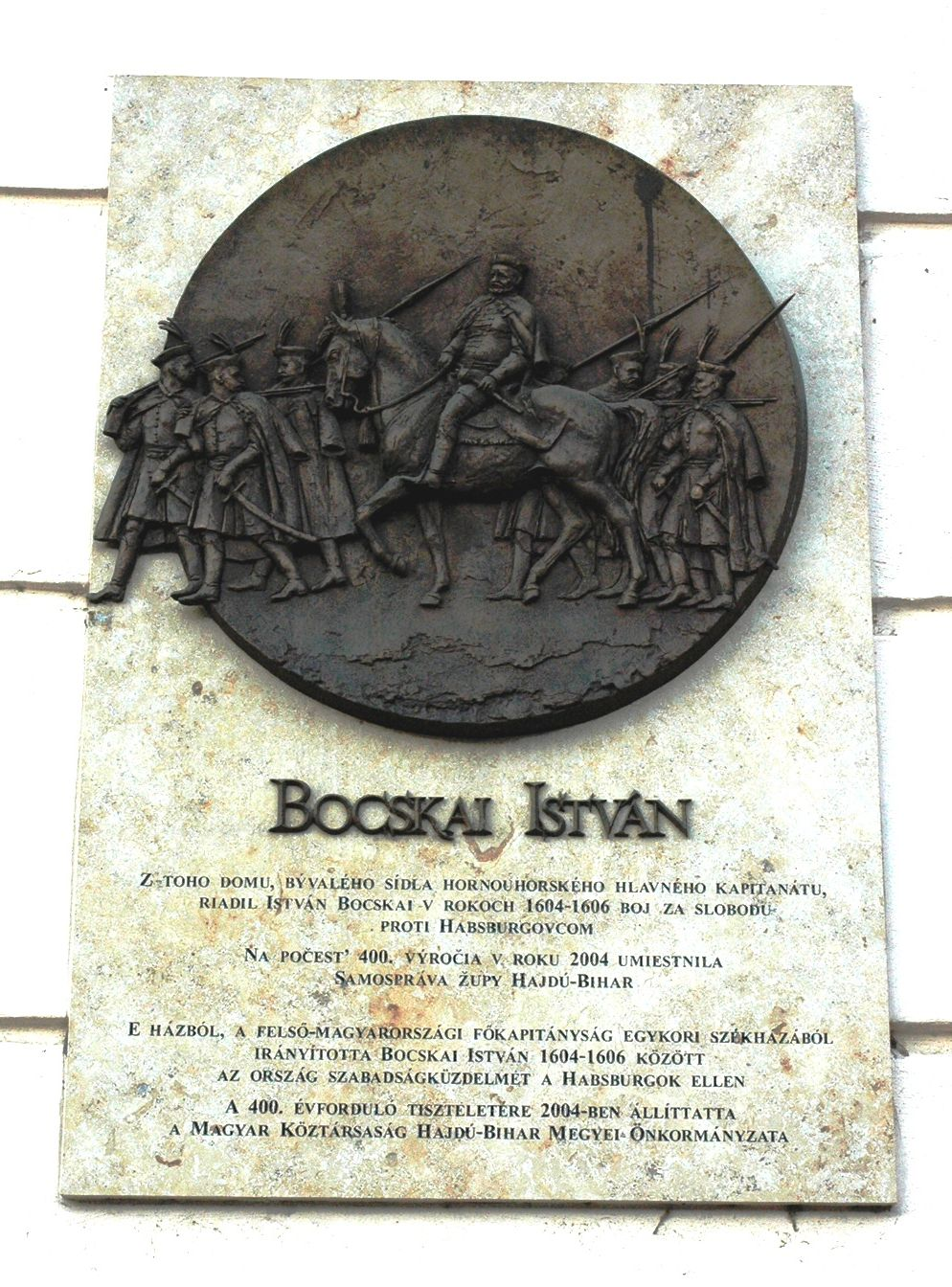
Plaque commémorative à Košice (Kassa)
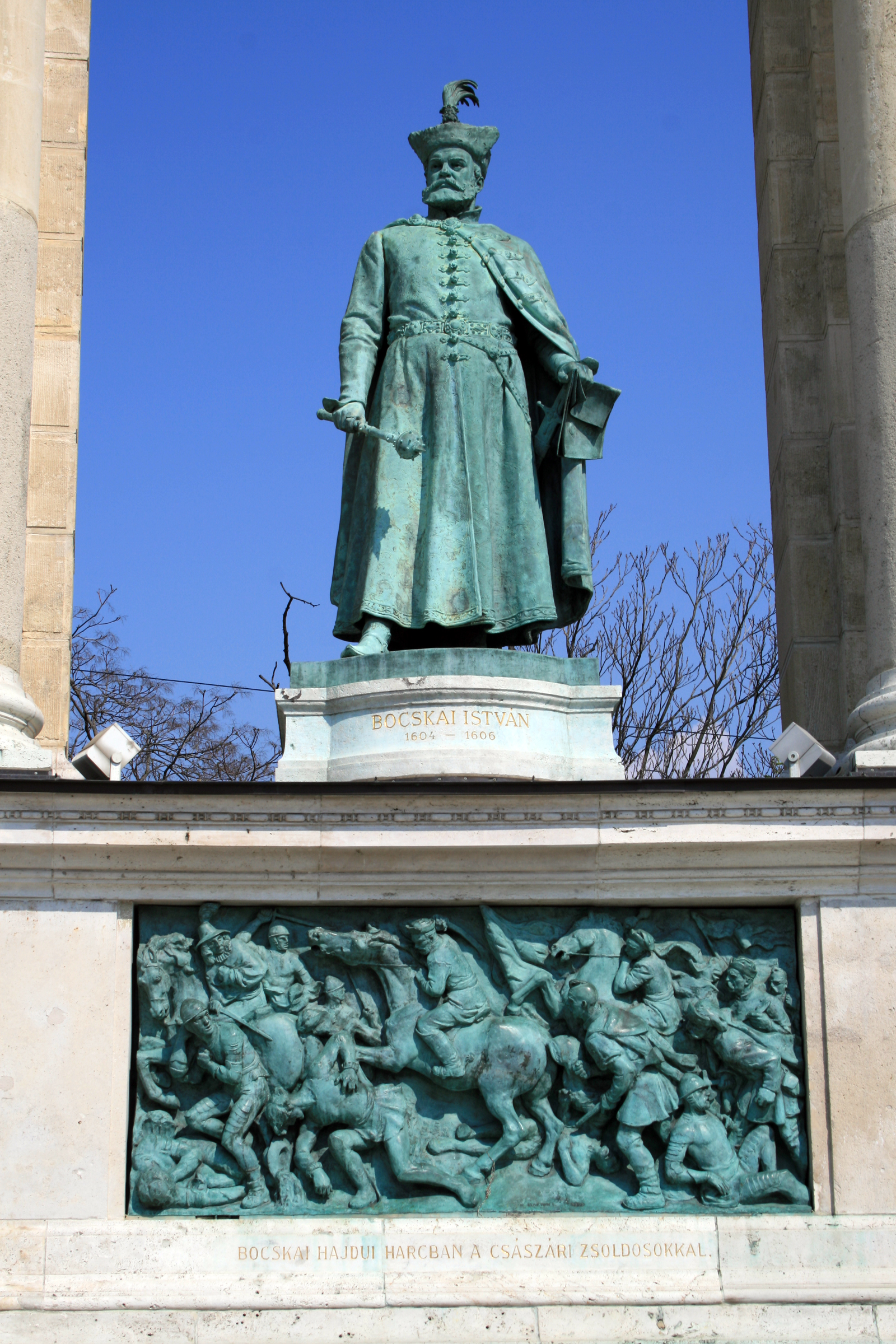
Bronze monumental sur le Monument du millénaire à Budapest
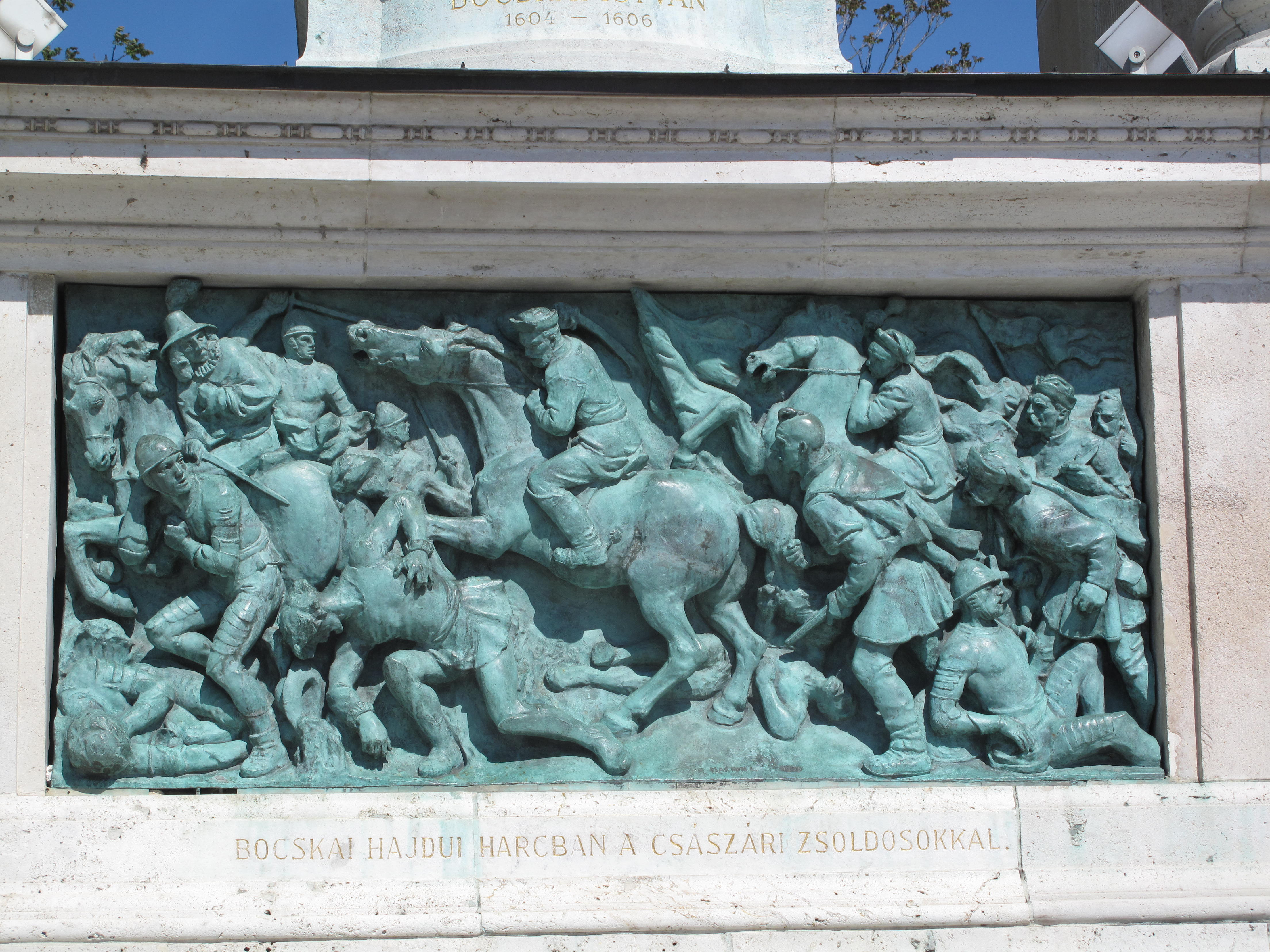
Étienne II Bocskai combattant les mercenaires impériaux, sculpture sur le Monument du millénaire à Budapest
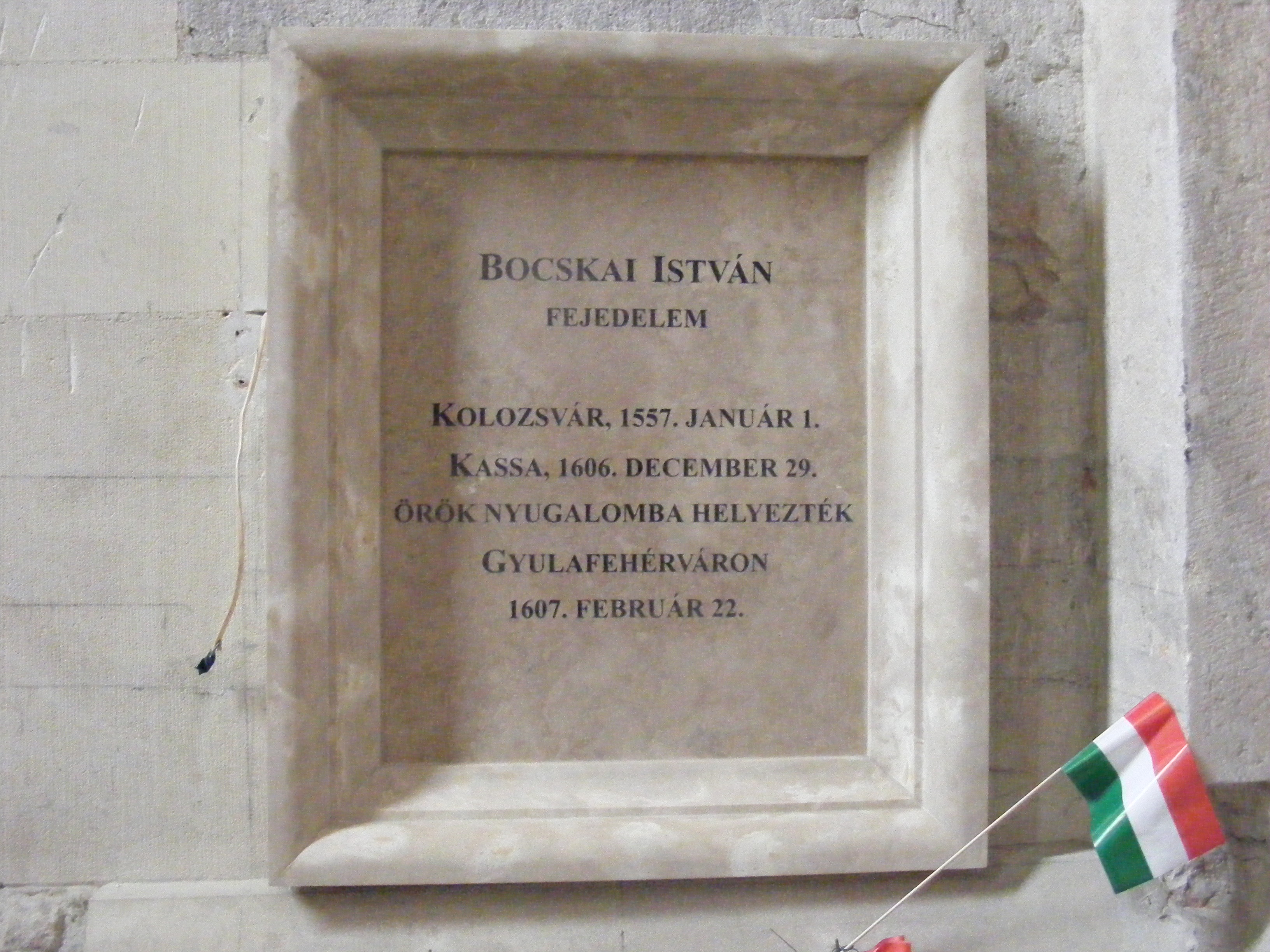
Enfeu de Bocskai à Alba Iulia (Gyulafehérvár)
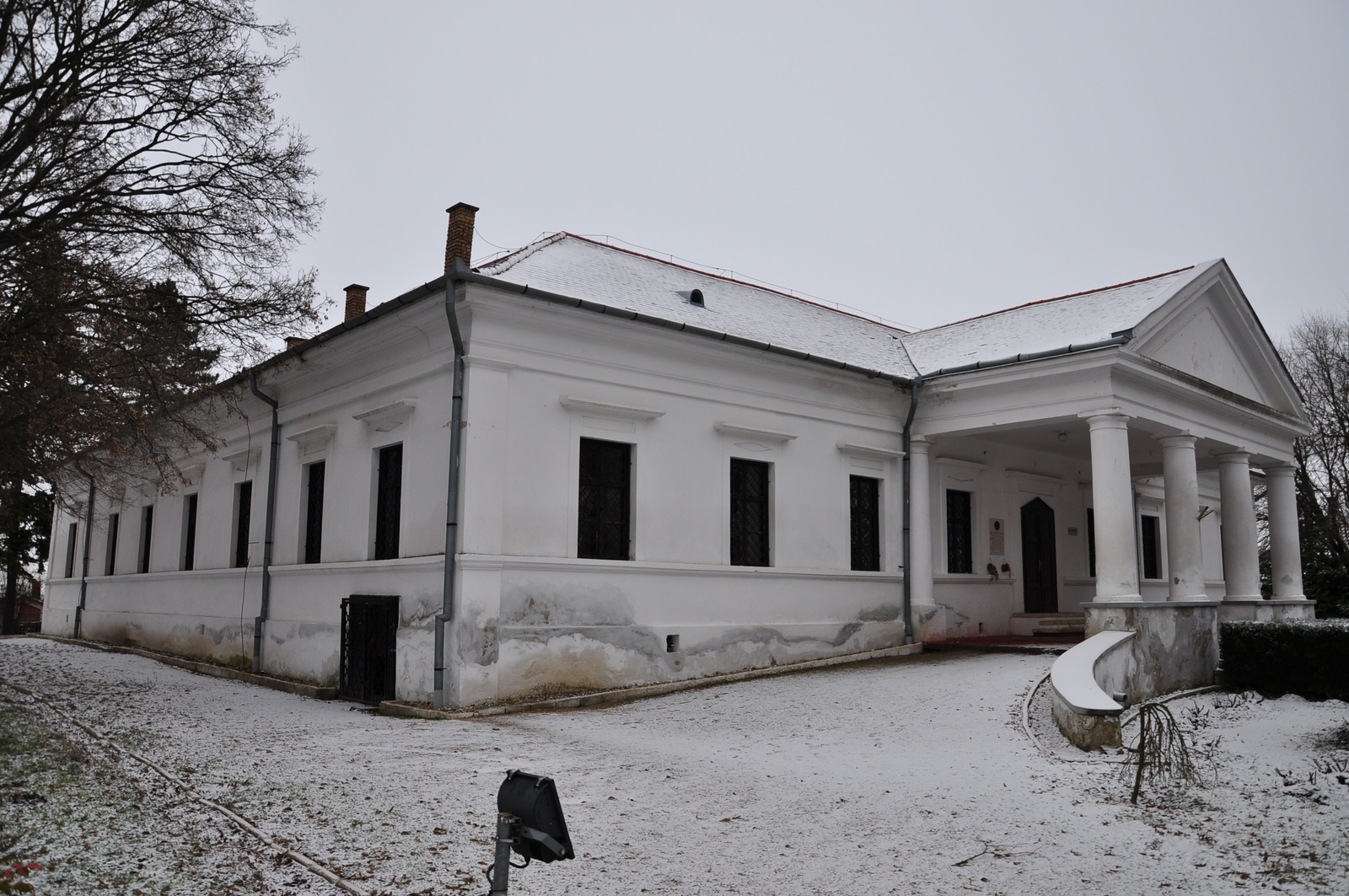
Le château de Nagykereki qu'il a acquis par l'intermédiaire de sa femme, Katalin Hagymássy
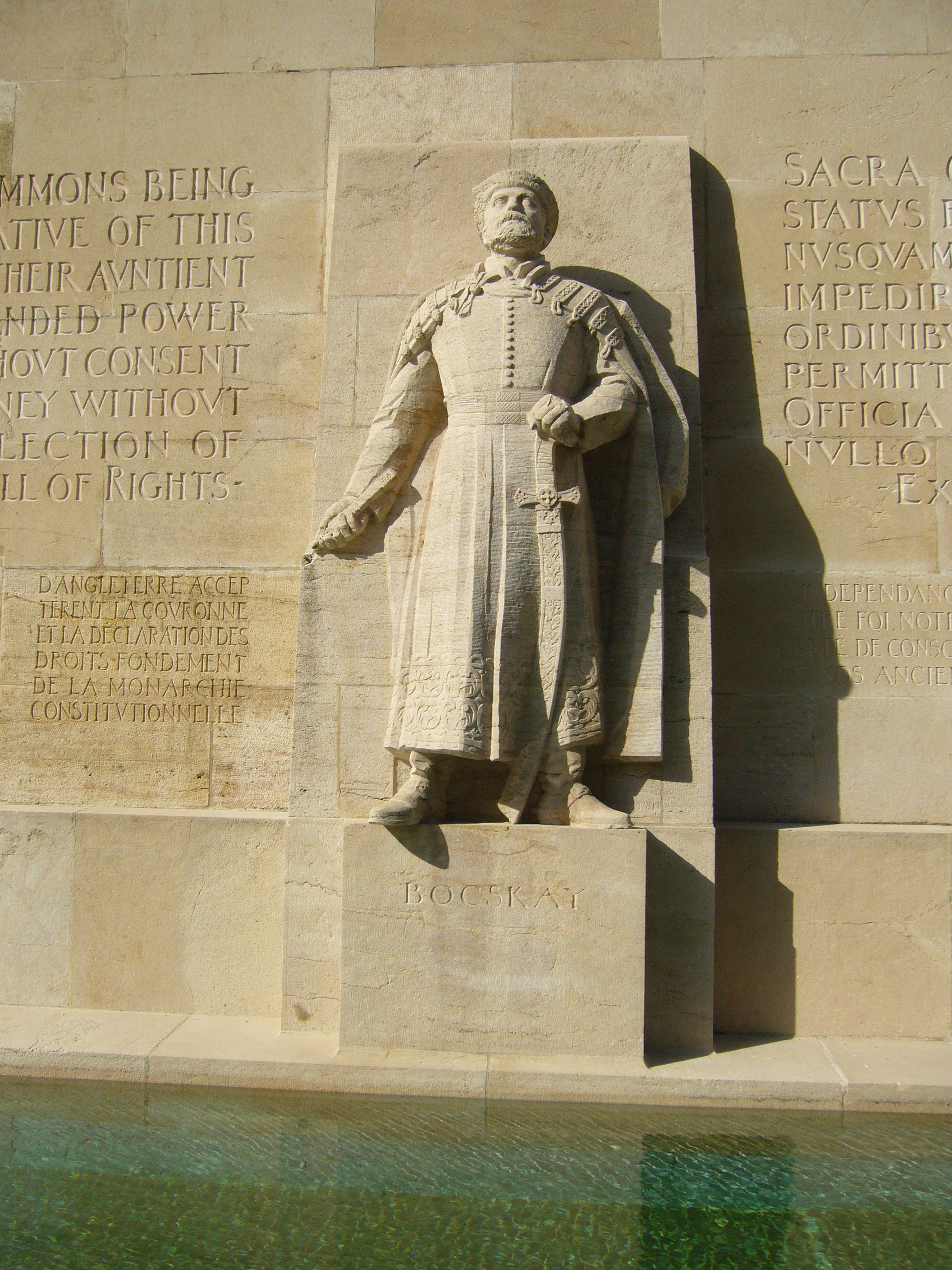
Statue de István Bocskai sur le Mur des réformateurs à Genève

## Source
- (en) Cet article est partiellement ou en totalité issu de l’article de Wikipédia en anglais intitulé « Stephen Bocskay » (voir la liste des auteurs).

- Notices dans des dictionnaires ou encyclopédies généralistes :   - Biographisches Lexikon zur Geschichte Südosteuropas
  - Britannica
  - Brockhaus
  - Deutsche Biographie
  - Enciclopedia De Agostini
  - Gran Enciclopèdia Catalana
  - Internetowa encyklopedia PWN
  - Nationalencyklopedin
  - Proleksis enciklopedija
  - Store norske leksikon
  - Visuotinė lietuvių enciklopedija
- Notices d'autorité :   - VIAF
  - ISNI
  - BnF (données)
  - IdRef
  - LCCN
  - GND
  - Pays-Bas
  - Pologne
  - Israël
  - Vatican
  - Tchéquie
  - WorldCat